# الدببة بيرنستين
الدببة بيرنستين، سلسلة أدبٍ للأطفال محفوظة الامتياز، كتبها كل من ستان وجان بيرنستين، واستمرت هذه السلسلة إلى ابنهما مايك بيرنستين الذي تولى القيام بالتأليف الجزئي في عام 2002، والتأليف الكامل في عام 2012 بعد وفاة جان.
تتميز سلسلة الكتب بقصص عائلة من الدببة الرمادية المتحدثة التي تتعلم بشكل كامل درساً أخلاقياً أو أشياء متعلقة بالسلامة، وذلك في سياق كل قصة من تلك الكتب. ومنذ إصدار أول كتاب للدببة بيرنستين في عام 1962، «ذا بيغ هوني هنت»، تطورت السلسلة إلى أكثر من 300 عنوان والتي بيع منها نحو 260 مليون نسخة، وبـ23 لغة مختلفة.
امتدت السلسلة المميزة إلى أبعد من الكتب بكثير، إذ شملت مسلسلين تلفزيونيين ومجموعة واسعة من المنتجات والتراخيص الأخرى. وبالرغم من تمتع السلسلة بشعبية كبيرة وتلقيها العديد من الجوائز، فقد انتُقدت بسبب اللهجة العذبة المتبعة والطريقة التي تروى بها القصص.

## التاريخ
التقى ستانلي بيرنستين بجانيس جرانت في عام 1941. وفي يومهما الأول في فصل الرسم، وذلك في مدرسة متحف فيلادلفيا للفنون الصناعية، حصل بينهما ترابط على الفور. وبعد انفصالهما خلال الحرب العالمية الثانية، والتي عمل خلالها ستان كرسام طبي في الجيش وعملت جانيس كمبرشمة، ثم التقيا مجدداً ليتزوجا في عام 1946. وخلال عملهما كمدرسَي فنون في البداية، تابعت عائلة بيرنستين مهنة مشتركة في الرسوم الكاريكاتيرية، إذ وجد ذلك نجاحاً تدريجياً في العمل معاً على الرسوم التوضيحية والرسومات المضحكة وفن الأغلفة للمنشورات بما في ذلك استعراض السبت للأدب، ومنشورات كولير، وماكول، والتدبير المنزلي الجيد، وبوست يوم السبت.
وفي عام 1951، نشروا كتاب الأطفال «بيرنستين»؛ وهو دليل فكاهي يهدف لمساعدة أولياء الأمور، وذلك استناداً إلى تجاربهم العديدة في تربية ابنهما ليو، في وسط مدينة فيلادلفيا. وتبع ذلك ما يقارب عشرين كتاباً آخر، وصفهم ستان «كمقالات كاريكاتورية» وتضمنت عناوينها «ماريتال بلتز (الغارة الزوجية)»، و«كيف تعلم طفلك عن الجنس دون أن تجعل من نفسك أحمق»، و«احصل على طفل، للتو حصلت زوجتي على سيجار!».
في مطلع ستينيات القرن الماضي، سعى آل بيرنستين لدخول مجال الكتابة للأطفال الصغار. وفي كتاب الأطفال الأول لهم، قرروا تقديم الدببة كشخصيات رئيسية، وذلك يرجع في المقام الأول إلى كون هذا الحيوان يحمل جاذبية كبيرة ويمكن رسمه بسهولة. كما لاحظ ستان أن الدببة الإناث تمثل «أمهات طيبات بشكل مخيف» بينما يمثل الذكور «الآباء الرديئين». «نفى آل بيرنستين وجود أي علاقة لاسمهم الأخير بالقرار».
وقالوا في مذكراتهم لعام 2002، إنهم حددوا منذ البداية أن كتابهم «سيحتوي ثلاث شخصيات: بابا دب المتحمس والودود الذي يرتدي وزرة وقميصًا منقّشًا، وماما دب الحكيمة التي ترتدي فستاناً أزرق مع نقاط بيضاء، ودب صغير مشرق وحيوي».
وصلت قصة الدب الأولى لبيرنستين، بعنوان فريدي بيرز سبانكينغ، إلى مكتب ثيودور جيزل، المعروف باسم دكتور سوز الذي كسب شهرته في عام 1957 لكتابة  ذا كات ذا هات، وأصبح حينها محرر سلسلة دار راندوم هاوس التي تسمى «كتب المبتدئين». أخذ جيزل المسودة (المخطوطة)، لكنه قضى العامين التاليين متحدياً آل بيرنستين بلا رحمة، وذلك لإجراء تحسينات على الكتابة والبنية والتواصل مع شخصياتهم على مستوى أعمق.
حيث طرح أسئلة مثل: «أي نوع من التبغ يدخن بابا دب؟»، كما حثهم على تحليل العلاقة بين بابا دب والدب الصغير، وهو الشيء الذي استجاب له ستان بحيرة: «حسناً، إنه الأب، وهو الابن»، ومع ذلك فقد أرجع جان إلهام ديناميكية الشخصيات إلى فيلم البطل عام 1931.
نُشِر الكتاب أخيراً في عام 1962 تحت عنوان «ذا بيغ هوني هنت»، مع عدم وجود أي خطط لإضافة الدببة في تتمة السلسلة. أخبر جيزل آل بيرنستين اختيار حيوان مختلف في قصتهم التالية، «هنالك بالفعل الكثير من الدببة.... في سنداك هناك بعض أنواع الدببة، هناك يوغي بير، الدببة الثلاثة، سموكي بير، شيكاغو بيرز..... فعليك القيام بشيء مختلف عن الدببة قدر الإمكان لكتابك القادم». وكانوا قد بدؤوا العمل على مشروع جديد عن البطريق عندما اتصل بهم جيزل ليقول: «نحن نبيع الجحيم بكتاب الدببة الملعون هذا....».
صدر كتاب الدب الثاني، درس الدراجة، في عام 1964، والذي يضم أسماء ستان وجان بيرنستن بدلاً من ستانلي وجانيس، وغيّر جيزل البرنامج دون استشارتهم. كما كان جيزل مسؤولًا عن إضافة اسم «بيرنستين بيرز» إلى أغلفة الكتب اللاحقة. تعاون ستان وجان على مدى العقود القليلة التالية على مئات الكتب من الاستوديو المنزلي خارج فيلادلفيا.
وبعد تطويرهما لقصة أخرى معاً، قام أحدهما وهو كالعادة ستان، بوضع مسودة أولى ثم قام الآخر بتنقيحها إلى مخطوطة مكونة من 1100 كلمة. كما عملوا سوياً على الرسوم التوضيحية.
في عام 2002، أصدر الزوجان مذكرات تحوي مسيرتهما المهنية بعنوان «أسفل الطريق الترابي المشمس»، كما انضم ابناهما ليو ومايك إلى شركة العائلة بعد أن دخلا مغامرتهما الخاصة لصنع المنشورات الخاصة بالأطفال كمؤلفَين ثم كرسامَين على التوالي. وفي تسعينيات القرن الماضي، عمل الرجال على سلسلة «الفصل الكبير للكتاب» لبيرنستين بيرز، (والتي نشرت تحت اسم ستان وجان بيرنستين).
بعد وفاة ستان نتيجة لإصابته بسرطان الغدد اللمفاوية في عام 2005، تعاون مايك ووالدته لكتابة وتوضيح فصول كتاب الدببة بيرنستين، بينما شاركهما ليو باستلام الجانب التجاري من العمل المكلف به. ثم توفيت جان بيرنستين في شهر فبراير من عام 2012، بعد إصابتها بسكتة. وواصل مايك بيرنستين مسيرة الكتابة واستخدام الصور للتوضيح في الكتب الجديدة للسلسلة.

## الشخصيات والمواضيع
تتكون عائلة بيرنستين المقيمة في «منزل أشجار كبير يقع على طريق ترابي مشمس في بلدة الدببة» من بابا دب، وهو نجار بسيط ومتلعثم لكنه حكيم، وماما دب، وهي ربة المنزل المثالية، وأطفالهما الأخ دب (الدب الصغير في الأصل)، وفي الإضافات اللاحقة الأخت بيرو وهوني الدب. ثم جرت إضافة شخصية الأخت بير في عام 1974، في كتاب المولود الجديد لعائلة الدببة بيرنستين، وذلك استجابة لطلبات القرّاء من النساء.
أُعلن عن وصول الدب هوني الدب في أوائل عام 2000 في مجموعة الكتب ذا بيردز، ذا بييز، والدببة بيرنستين، وذلك تزامناً مع المسابقة المقامة للقارئ لتسمية الدب الجديد، وظهرت ولادته لاحقاً في ذلك العام في الدببة بيرنستين وبولادة هذا الطفل أصبح عددهم خمسة.
تتبع قصص الدببة في العادة صيغة معينة أساسية، كما وصفها آل بيرنستين: «يبدأ الأب بإرشاد الدب الصغير في بعض جوانب الحياة لينتهي الأمر بشكل سيئ بإنهاكه، كما يعبر الدب الصغير عن تقديره للدرس الجيد الذي علّمه إياه بابا». وعلى حد تعبير بول فارهي في صحيفة واشنطن بوست: «يبدأ العمل عادةً بمواجهة الأطفال لمشكلة، ثم يلجؤون إلى بابا والذي يقدم «حلاً» يؤدي إلى جعل المشكلة -أو مخاوف الأطفال- أسوأ بكثير، ثم تتدخل الأم في نهاية المطاف لتصحيح كل شيء للجميع».
تشتمل مجموعة القضايا التي تواجهها سلسلة الدببة بيرنستين على مدى خمسين عاماً من النشر، التنمّر والفوضى والروح الرياضية الضعيفة وزيارة طبيب الأسنان والسلامة على الإنترنت وسمنة الأطفال، وهذا فقط عدد ضئيل من عدد لا يحصى من القضايا الأخرى.
غالباً ما استمد آل بيرنستين الإلهام من تجاربهم العائلية الخاصة، والتي ذكرها ستان في استمرار السلسلة: «لا يزال الأطفال يكذبون ويثيرون الفوضى في غرفهم، كما أنهم لا يزالون يفقدون أعصابهم في السوبرماركت....... لا أحد يضرب، ليس هناك عنف، هناك مشاكل لكنها تعتبر من المشاكل العائلية النموذجية التي يمر بها الجميع».
ادعى الزوجان أيضاً، رداً على انتقادات لوصف بابا وماما دب، أن تلك الشخصيات كانت مستوحاة وبشدة من ستان وجان بيرنستين أنفسهم.

## التقبل
باعت سلسلة الدببة بيرنستين أكثر من 240 مليون نسخة بحلول عام 2003. ومن بين كتبهم يوجد 35 في مجلة الناشرين الأسبوعية لأهم 250 عنواناً على الإطلاق، و15 في أفضل 100 كتاب ورقي للأطفال.
وقد حازت السلسلة على الثناء والجوائز لمساهماتها في أدب الأطفال، وكذلك الإدانة لترويج أدوار الجنسين القديمة والرسائل البسيطة وغير الواقعية وعدم مواكبة العصر.

### النقد
أطلق النقاد عدة أسماء على السلسلة مثل «العذب»، «غير المرضي»، «المثير للغضب»، «غير الواقعي»، «وتبدو كالمحاضرات الصارمة التي تُملا على الأطفال كقصص قبل النوم».
في افتتاحية عام 1989 ذات العنوان «قاطع الدببة بيرنستين»، تأسف تشارلز كراوثامر، وهو كاتب عمود في صحيفة واشنطن بوست، على شعبية الكتب. وكتب إنه «ليس فقط أمرُ تعجبٍ ورضا عن الروايات بل هو أمر مزعج للغاية». وقد وصف ماما دب بأنها «الإزهار الأخير لطفل المدرسة الابتدائية، الذي يتميز بوضعية مثالية وكتابة يدوية لا تشوبها شائبة...... وعليك رؤيته كل ليلة. والسبب بالطبع هو أن الأطفال يحبونهم. فابني ذو الأربع سنوات لا يكتفي أبداً من هذه الدببة».
عند وفاة ستان بيرنستين في عام 2005، نشرت صحيفة واشنطن بوست مقالة «تقدير»، والتي وجدها العديد من قرّاء الصحيفة غير مقدرة في لهجتها.

كتبها بول فارهي الذي كان قد انتقد الدببة بيرنستين باعتبارها المثال الأكثر شعبية لنوع (المساعدة الذاتية)، والمؤسف والمضلل الذي يستهدف الأطفال، وقد أعادت مقالة عام 2005 إحياء تلك المشاعر السابقة:
أكثر الأسئلة المطروحة عن شعبية الدببة بيرنستين هي الأكثر إثارة للقلق: هل هذا حقاً ما نريده في المقام الأول من كتب الأطفال، عالم مليء بالخوف والأعصاب والمشاكل التي يصعب حلها؟ إذا كان الأمر كذلك، أليست الدببة بيرنستين مجرد تعليم للاختبار، وتقديم درس ليتم بصقه مرة أخرى، بدلاً من أن يعيش أحدهم ونفهمه ونعانقه؟ أين الدفء وروح الاكتشاف والخيال في بلاد الدب؟ حيث قام ستان بيرنستين بتدريس مليون درس للأطفال ولكن ليس فيها أي فرح أو أي شيء من تلك البهجة القديمة.
أدانت رسائلُ لاحقة من القرّاء الكاتب فارهي للتعبير بهذه القسوة تجاه الراحلين مؤخراً، كتب أحدهم: «باسم العدالة، يرجى التأكد من إعطاء الفرصة لعائلة بيرنستين في الرد على نعي فارهي». كما دافع القرّاء عن «الدفء» الموجود في الكتب وشعبيتها الدائمة بين الأطفال الصغار.
أعادت هانا روزين من مجلة سلايت إحياء شكاوى كراوثامر، وقد انتقدت كتابة الناقد لوفاة جان بيرنستين، «ستوافق أي أُم ذات تفكير سليم على الخلاص من ذلك. وبالنسبة للأمهات اللواتي أعرفهن، تُعرف السلسلة غالباً بأنها تجعلنا نخشى روتين وقت النوم أكثر من أي شيء آخر». واعتذرت بعد ذلك واعترفت بأنها «لم تكن تفكر حقاً في بيرنستين كشخص يمتلك مشاعر فعلية وعائلة، بل مجرّد فكرة تجريدية عمّن كتب هذه الكتب».